# Estadio General José Antonio Páez
El Estadio José Antonio Páez también conocido como el "mítico José Antonio Páez" es una infraestructura deportiva construida para la práctica de fútbol, ubicada en la ciudad de Araure, en el estado Portuguesa en los llanos occidentales de Venezuela. A pesar de no ser la capital de la región, se construyó la edificación en ese lugar por el pujante desarrollo de esta localidad llanera; debe su nombre al reconocido prócer de la independencia Venezolana y primer presidente de Venezuela, José Antonio Páez.
Es la sede del Portuguesa Fútbol Club, ubicado históricamente en la Primera División de Venezuela. Sus instalaciones tienen capacidad para albergar 14 mil espectadores aproximadamente; en 2007 fue sometido a considerables mejoras para ser utilizado en los Juegos Nacionales Deportivos Llanos 2007.
La instalación fue sometida a una nueva etapa de recuperación total que consta de 3 etapas: la primera fue entregada el 23 de septiembre de 2011, donde se llevó a cabo la recuperación total del engramado, los baños de las tribunas populares, la construcción de un gimnasio para los jugadores, baños duchas y vestidores para dicho gimnasio, construcción de una caseta de transmisión, impermeabilizado y pintado de todas las tribunas.

## Historia
El primer partido efectuado en el José Antonio Páez, fue en Copa Libertadores, el 6 de febrero de 1974 contra Valencia FC; al momento de su inauguración solo contaba con dos tribunas, la techada y popular. También ha sido escenario de 7 Copa Libertadores y fue sede de la Copa Simón Bolívar de 1976. 

## Remodelación
En el 2007 fue recuperado considerablemente para ser utilizado en los Juegos Nacionales Deportivos Llanos 2007. La instalación fue sometida a una nueva etapa de recuperación total que consto de 3 etapas: la primera fue entregada el 23 de septiembre de 2011, donde se llevó a cabo la resiembra total del engramado, mejoras de los baños de las tribunas populares, construcción de un gimnasio para los jugadores, baños, duchas y vestidores para dicho gimnasio, construcción de una caseta de transmisión, impermeabilizado y pintado de todas las tribunas.
En la actualidad, la nueva junta directiva tiene el proyecto de iluminación a las instalaciones para que los partidos se efectúen a las 5 de la tarde, además de la ampliación de cabinas de transmisión y nuevos camerinos que se crearán detrás del arco sur.

## Eventos

### Edición 1974

#### Grupo 3
| Fecha         | Lugar    | Local      | Resultado | Visitante         |
| ------------- | -------- | ---------- | --------- | ----------------- |
| 6 de febrero  | Acarigua | Portuguesa | 0 - 0     | Valencia          |
| 19 de febrero | Acarigua | Portuguesa | 2 - 0     | Millonarios       |
| 19 de febrero | Acarigua | Valencia   | 1 - 2     | Atlético Nacional |
| 21 de febrero | Acarigua | Valencia   | 1 - 1     | Millonarios       |
| 21 de febrero | Acarigua | Portuguesa | 0 - 0     | Atlético Nacional |
| 7 de marzo    | Acarigua | Valencia   | 0 - 1     | Portuguesa        |

### Edición 1975

#### Grupo 4
| 9 de marzo de 1975  |     |                   |  |          |
| Portuguesa          | 1–1 | Deportivo Galicia |  | Acarigua |
| 16 de marzo de 1975 |     |                   |  |          |
| Portuguesa          | 1–0 | El Nacional       |  | Acarigua |
| 19 de marzo de 1975 |     |                   |  |          |
| Portuguesa          | 1–1 | Liga de Quito     |  | Acarigua |

### Edición 1976

#### Grupo 1
| Fecha      | Sede     | Equipo local | Resultado | Equipo visitante |
| ---------- | -------- | ------------ | --------- | ---------------- |
| 1 de marzo | Acarigua | Portuguesa   | 2 - 2     | Estudiantes      |
| 5 de marzo | Acarigua | Portuguesa   | 0 - 2     | River Plate      |
| 7 de abril | Acarigua | Portuguesa   | 3 - 1     | Galicia          |

### Edición 1977

#### Grupo 5
| 13 de mayo de 1977 |     |                       |  |          |
| Portuguesa         | 2–0 | Unión Huaral          |  | Acarigua |
| 24 de mayo de 1977 |     |                       |  |          |
| Portuguesa         | 0–0 | Sport Boys            |  | Acarigua |
| 2 de junio de 1977 |     |                       |  |          |
| Portuguesa         | 3–0 | Estudiantes de Mérida |  | Acarigua |

### Segunda Fase

#### Grupo B
| 10 de julio de 1977 |     |               |  |          |
| Portuguesa          | 3–0 | Internacional |  | Acarigua |
| 17 de julio de 1977 |     |               |  |          |
| Portuguesa          | 0–4 | Cruzeiro      |  | Acarigua |

### Edición 1978

#### Grupo 5
| 26 de marzo de 1978 |     |               |  |          |
| Portuguesa          | 1–0 | Libertad      |  | Acarigua |
| 30 de marzo de 1978 |     |               |  |          |
| Portuguesa          | 1–1 | Cerro Porteño |  | Acarigua |
| 2 de abril de 1978  |     |               |  |          |
| Portuguesa          | 1–2 | Estudiantes   |  | Acarigua |

### Edición 1981

#### Grupo 2
| 22 de abril |     |             |  |          |
| Portuguesa  | 0–1 | Peñarol     |  | Acarigua |
| 26 de abril |     |             |  |          |
| Portuguesa  | 0–4 | Bella Vista |  | Acarigua |
| 3 de mayo   |     |             |  |          |
| Portuguesa  | 0–0 | Estudiantes |  | Acarigua |

### Edición 1984

#### Grupo 5
| 21 de marzo de 1984 |     |                  |          |
| Portuguesa          | 1–0 | Sporting Cristal | Acarigua |
| 25 de marzo de 1984 |     |                  |          |
| Portuguesa          | 4–0 | Melgar           | Acarigua |
| 1 de abril de 1984  |     |                  |          |
| Portuguesa          | 1–2 | ULA Mérida       | Acarigua |